# Kustwacht Caribisch Gebied
Die Kustwacht voor het Koninkrijk der Nederlanden in het Caribisch Gebied ist die Küstenwache des Königreichs der Niederlande für das Gebiet der Niederländischen Karibik.

## Geschichte
Die Küstenwache wurde am 1. Februar 1996 als Kooperation der damaligen Länder des Königreichs der Niederlande (Niederlande, Niederländische Antillen und Aruba) als Kustwacht voor de Nederlandse Antillen en Aruba (KWNA&A) aufgestellt. Mit der Auflösung des Landes Niederländische Antillen am 10. Oktober 2010 traten die neuen Länder Curaçao und Sint Maarten in die Kooperation ein. Die Behörde wurde umbenannt in Kustwacht voor Aruba, Curaçao en Sint Maarten alsmede voor de openbare lichamen Bonaire, Sint Eustatius en Saba, was kurz darauf in Kustwacht voor het Koninkrijk der Nederlanden in het Caribisch Gebied, kurz Kustwacht Caribisch Gebied (KWCARIB) geändert wurde.

## Organisation
Die KWCARIB ist sowohl eine zivile als auch eine militärische Organisation. Insgesamt sind 18 Ministerien aus den vier Ländern beteiligt. Die Federführung hat das Verteidigungsministerium (Ministerie van Defensie) als Aufsichtsbehörde, aus deren Marinehaushalt auch die Mittel für Personal- und Sachressourcen stammen.
Die weiteren beteiligten Ministerien sind:
- für das Königreich: das Ministerie van Buitenlandse Zaken
- für das Land Niederlande: das Ministerium für Innere Angelegenheiten und Belange des Königreichs, das Ministerium für Sicherheit und Justiz, das Ministerium für Infrastruktur und Umwelt sowie das Ministerium für wirtschaftliche Angelegenheiten
- für das Land Aruba: das Ministerium für allgemeine Angelegenheiten, das Ministerium für Justiz, das Ministerium für Finanzen, das Ministerium für Tourismus und Kultur sowie das Ministerium für Wirtschaft, Kommunikation, Energie und Umwelt
- für das Land Curaçao: das Ministerium für Allgemeine Angelegenheiten und Außenbeziehungen, das Ministerium für Justiz, das Ministerium für Finanzen, das Ministerium für Verkehr und Raumplanung sowie das Ministerium für Gesundheit, Umwelt und Natur
- für das Land Sint Maarten: das Ministerium für Justiz sowie das Ministerium für Finanzen

Der Kommandant der KWCARIB (Directeur Kustwacht) ist gleichzeitig Kommandant der Zeemacht Caribisch Gebied (ZMCARIB), also des für die Niederländische Karibik zuständigen Kommandos der Koninklijke Marine. Der derzeitige Stelleninhaber ist Commandeur Hans Lodder.
Die KWCARIB hat Stützpunkte auf Curaçao, Aruba und Sint Maarten und eine Airstation am Hato International Airport auf Curaçao.

## Aufgaben

Die niederländische AZW und Hoheitsgewässer um die ABC-Inseln (links) und die SSS-Inseln

Die KWCARIB sorgt für Sicherheit auf den Gewässer der Niederländischen Karibik. Sie führt Überwachungs-, Kontroll-, Fahndungs- und Serviceaufgaben aus. Dazu arbeitet sie u. a. mit den Polizeibehörden der Länder (Korps Politie Aruba, Korps Politie Curaçao, Korps Politie Sint Maarten und Korps Politie Caribisch Nederland), dem Zoll und Rettungsorganisationen zusammen.
Der Schwerpunkt liegt hierbei auf der Bekämpfung von Drogenschmuggel, illegalem Waffenhandel, illegaler Einwanderung, illegaler Fischerei und Umweltverschmutzung.
Weiterhin führt die KWCARIB in den Gewässern, in denen sie dafür zuständig ist, den Search-and-Rescue-Dienst. Dazu betreibt sie ein Rettungs- und Koordinationszentrum (RCC).

## Fahrzeuge

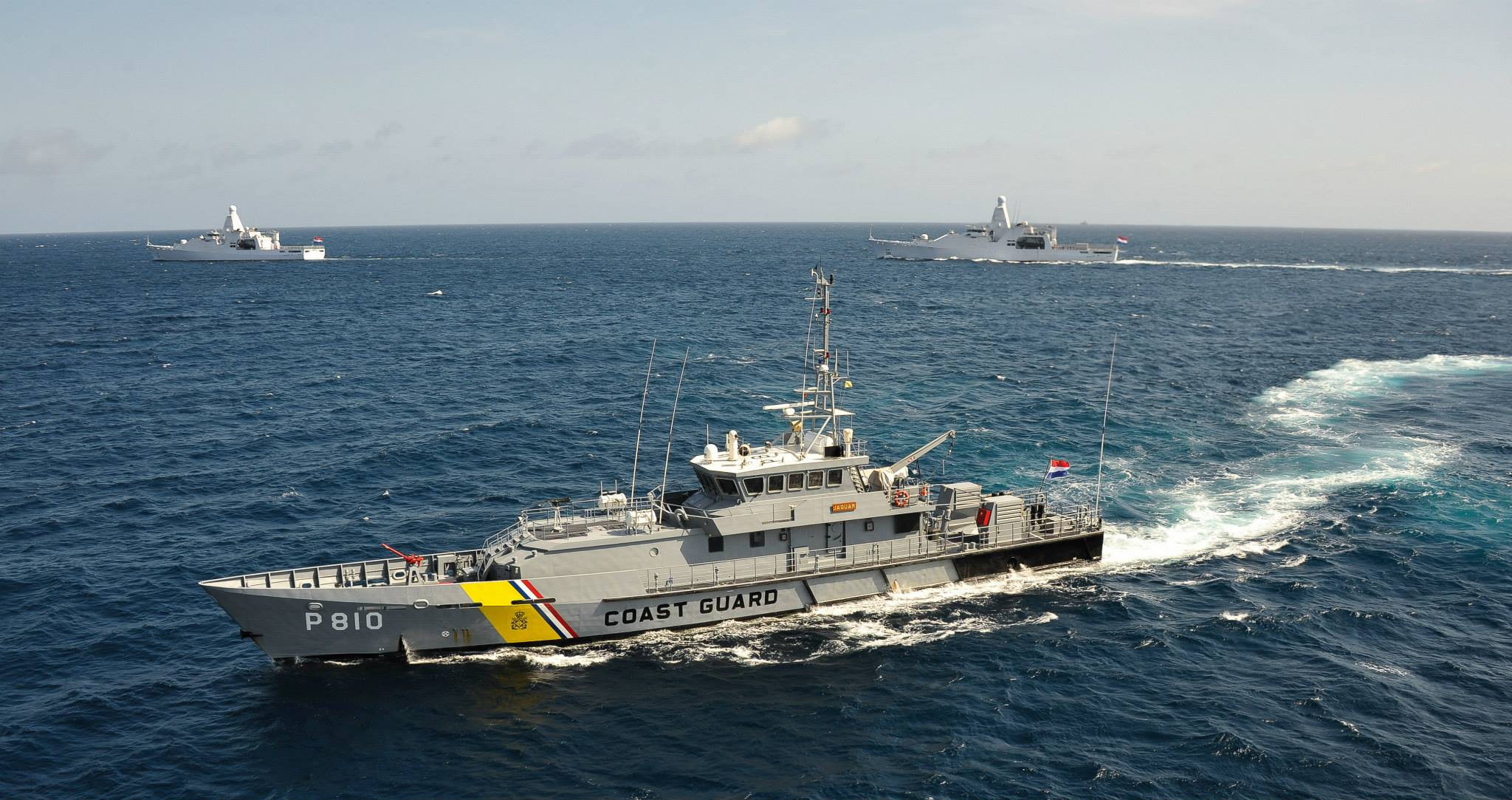
P 810 (Damen Stan 4100) Jaguar, ein Patrouillenboot der KWCARIB (Länge: 41 Meter)

### Wasserfahrzeuge
- 3 Patrouillenboote (Jaguar, Panther, Poema) des Typs Stan 4100 der niederländischen Damen Shipyards Group.[12]
- 12 Festrumpfschlauchboote (Super RHIBs) für bis zu 6 Personen[13]
- 5 Boote des Typs Boston Whaler Justice 20[14]

Darüber hinaus steht der KWCARIB durchgehend eine Fregatte (Karel-Doorman-Klasse) oder ein Hochsee-Patrouillenboot (offshore patrol vessels, OPV, Holland-Klasse), jeweils mit Bordhelikopter des Typs NH90 und Boarding-Team, der Koninklijke Marine zur Verfügung (sog. stationsschip).

### Luftfahrzeuge
- 2 Helikopter des Typs AgustaWestland AW139[16]
- 2 Flugzeuge des Typs De Havilland DHC-8[17]

## Abbildungen

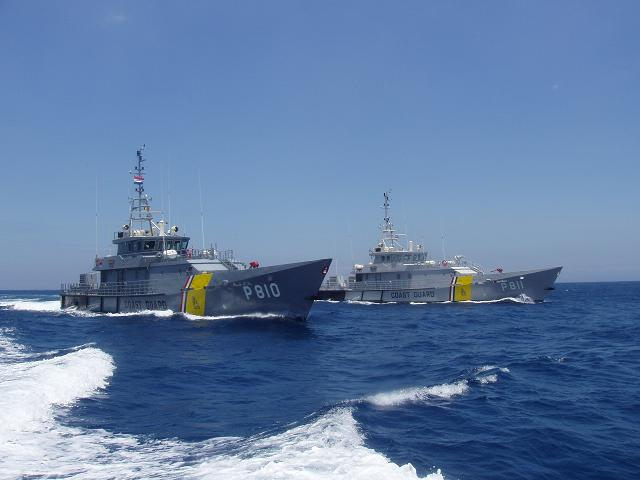
Patrouillenboote
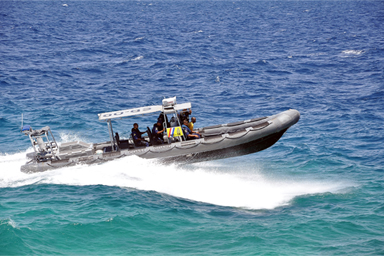
Super RHIBS
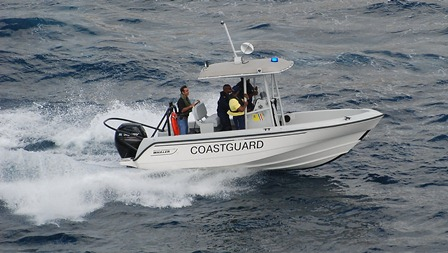
Justice 20
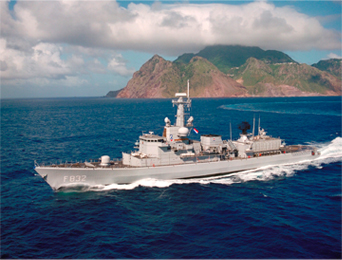
Stationsschip
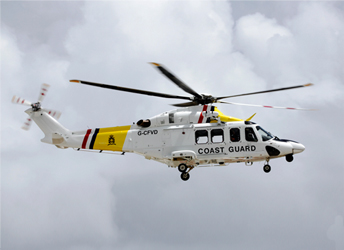
AW139
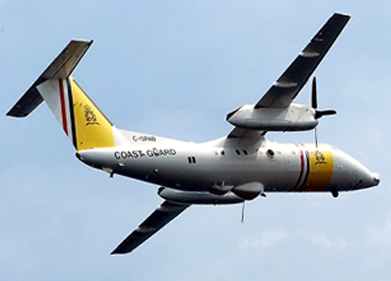
Dash 8